# Lycaena errans
Lycaena errans är en fjärilsart som beskrevs av Riley 1927. Lycaena errans ingår i släktet Lycaena och familjen juvelvingar. Inga underarter finns listade i Catalogue of Life.